# Championnats de Slovénie de tennis de table
Les Championnats de Slovénie de tennis de table sont une compétition organisée par la Fédération slovène de tennis de table depuis 1992 pour les joueurs de tennis de table slovènes, dont les vainqueurs remportent le titre de champion de Slovénie.

## Histoire
La compétition a lieu chaque année depuis 1992.
Bojan Tokic a remporté le plus grand nombre de titres en simple (8).

## Palmarès
| Année | Edition | Lieu            | Simples         | Simples         | Doubles                       | Doubles                            | Doubles                         |
| Année | Edition | Lieu            | Messieurs       | Dames           | Messieurs                     | Dames                              | Mixte                           |
| ----- | ------- | --------------- | --------------- | --------------- | ----------------------------- | ---------------------------------- | ------------------------------- |
| 2010  | 19      | Cerknica        | Mitja Horvat    | Natalija Luzar  |                               |                                    |                                 |
| 2015  | 24      | Jesenice        | Bojan Tokič     | Manca Fajmut    | Jan Zibrat/ Deni Kožul        | Manca Fajmut/ Alex Galic           | Gregor Zafostnik/ Zala Veronika |
| 2016  | 25      | Radlje Ob Dravi | Deni Kožul (en) | Manca Fajmut    | Jan Zibrat/ Deni Kožul        | Zala Veronik/ Niika Veronik        | Uroš Slatinšek/ Manca Fajmut    |
| 2017  | 26      | Puconci         | Darko Jorgić    | Alex GALICH     | Darko Jorgić / Uroš SLATINŠEK | Alex GALICH / Manca FAJMUT         | Matic SLODEJ / Ivana ZERA       |
| 2018  | 27      | Otočec          | Darko Jorgić    |                 | Peter Hribar / Darko Jorgić   |                                    |                                 |
| 2019  | 28      | Rakek           | Darko Jorgić    | Ana Tofant      | Peter Hribar / Darko Jorgić   | Aleksandra Vovk / Katarina Stražar | Peter Hribar / Aleksandra Vovk  |
| 2020  | 29      | Rakek           | Deni Kožul (en) |                 |                               |                                    |                                 |
| 2021  | 30      | Rakek           | Darko Jorgić    | Katarina Straar | Peter Hribar / Darko Jorgić   |                                    |                                 |
| 2022  | 31      | Rakek           | Peter Hribar    | Katarina Straar |                               |                                    |                                 |
| 2023  | 32      | Rakek           | Deni Kožul (en) |                 |                               |                                    |                                 |
| 2024  | 33      | Otočec          | Deni Kožul (en) |                 |                               |                                    |                                 |
| 2025  | 34,     | Velenje         | Deni Kožul (en) | Sara Tokić      | Deni Kožul/ Peter Hribar      | Sara Tokić/ Ana Tofant             | Miha Podobnik/ Katarina Stražar |